# 瓶塞俱乐部

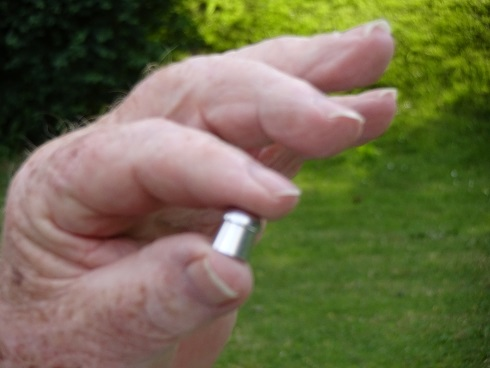
瓶塞俱乐部的一名成员展示他的瓶塞。在这个特定情况下，瓶塞是一个定制的近似圆柱形的物体，由金属加工而成，但其他俱乐部经常使用由软木或橡胶制成的瓶塞。

瓶塞俱乐部所在的城镇，
它们大多集中在巴伐利亚州（以蓝色强调的部分）。

瓶塞俱乐部（德语：Stopselclub）是一种社交俱乐部，
其要求成员必须随身携带瓶塞或酒瓶塞。

当这种俱乐部的两名成员见面时，他们可以要求另一个人展示瓶塞。
如果一个成员展示不出瓶塞，例如把瓶塞忘记在家，就必须支付小额的罚款。

这些罚款通常用于在俱乐部会议上购买啤酒。瓶塞俱乐部至少从二十世纪中叶就开始出现在德国的巴伐利亚州。 这些俱乐部偶尔会支持慈善项目。
在巴伐利亚州有超过100个瓶塞俱乐部。